# Reino de Mann e das Ilhas
O Reino de Mann e das Ilhas (em gaélico escocês: Rìoghachd Mann agus na h-Eileanan) foi um reino nórdico que existiu nas Ilhas Britânicas entre 1079 e 1266. O reino teve duas partes, Sodor (Suðr-eyjar), ou Ilhas do Sul, e Norðr (Norðr-eyjar), ou Ilhas do Norte (Órcades e Xetlândia). Em 1164, o reino foi dividido em dois: Reino das Hébridas e Reino de Mann.

## História

### Formação
O reino foi formado por Godredo Crovan quando ele conquistar a Ilha de Man de outros viquingues, provavelmente em 1079. Nas duas primeiras tentativas de captura a Godredo foi derrotado e apenas na sua terceira tentativa é que ele se saiu vitorioso da Batalha de Skyhill, ocorrida próximo a Ramsey. Anteriormente, a ilha havia sido capturada entre 700-900, durante uma invasão das ilhas britânicas pelos viquingues. Até a chegada de Godredo as ilhas eram administradas pelos reinos nórdicos de Dublim e Órcades.

### Extensão
O reino cobria as ilhas do norte do Mar da Irlanda e toda as ilhas da costa oeste da Escócia. Especificamente era:
- A Ilha de Man e suas ilhas ao redor
- As Ilhas de Clyde
- As Hébridas Interiores e;
- As Hébridas Exteriores

Depois da divisão:
- O último reino de Mann estava centrado em torno das Ilhas de Man e também continha as Hébridas Interiores e Exteriores formando o Reino das Hébridas.
- O Condado das Órcades foi a última extensão do Reino Mann, que incluía partes da área continental da Escócia como Sutherland, Caithness e  Inverness. O Reino foi muito influente nas partes ocidentais remotas da Escócia e Irlanda como Furness, Whithorn, Argyll e Galloway. Em certos tempos o Reino caiu no domínio dos Reis de Dublim e de Jovik.

### O fim do Reino
Os dois Reinos foram reanexados a Escócia em 1266 com o Tratado de Perth. Porém, a Ilha de Man foi mais tarde tomada pela Inglaterra e é hoje uma região com uma administração autônoma nas Dependências da Coroa do Reino Unido. As duas Hébridas e as Ilhas de Clyde permancem como parte da Escócia.